# Relaciones Chile-Gabón
Las relaciones Chile-Gabón son las relaciones internacionales entre la República de Chile y la República Gabonesa.

## Historia

### SigloXX
Las relaciones diplomáticas entre Chile y Gabón fueron establecidas en septiembre de 1978. En 1984, Chile designó un embajador residente en Libreville, el cual ejerció su cargo hasta 1989. Chile no ha vuelto a designar un embajador residente en Gabón desde entonces.

## Misiones diplomáticas
- Chile no cuenta con representación diplomática a Gabón.[2]
- La embajada de Gabón en Brasil concurre con representación diplomática a Chile.[2]